# Габриел Тохатеци
Габриел Тохатеци (также Токатеци, арм. Գաբրիել Թոխաթեցի) — армянский купец и писатель XVII века. Автор дневника, где описаны его путешествования по Европе и Ближнему Востоку. В 1686 году, находясь в Буде во время её осады, развил шпионскую деятельность и значительно способствовал освобождению города.

## Жизн и деятельность
Был уроженцем города Карахисар, но позже его семья переселилась в Токат. Затем (не позже 1683 года) через Анкару, Стамбул и Белград он прибыл в Буду, где занимался торговлей и денежными сделками. Вскоре утратил весь свой капитал и был вынужден работать в качестве портного.

### Участие в войне
В это же время разгорелась Великая Турецкая война. Будучи в Буде, регулярно посылал шифрованные письма на армянском языке Йоханнесу Диодато — армянскому купцу из Вены — для Венского военного комитета. В этих донесениях содержались разносторонние сведения о положении в городе: о прибытиях подкреплений, передвижении войск и других военных делах городского гарнизона, о гражданском населении, живущем в рабских условиях, об искусстве турецких дубильщиков, и т. д. Был  ревностным сторонником антитурецкой войны. В битве за крепость (17 июня — 2 сентября 1686 года) Габриел принимал активное участие. 18 июня послал военному комитету шесть писем одинакового содержания (видимо для того, чтобы хоть одно из них было получено), в которых давал обстоятельную информацию о военной ситуации в крепости, указывал места расположения мин, называл наиболее благоприятные пункты для наступления, особо подчёркивал важность нарушения снабжения гарнизона водой. Он также сообщал, что ведёт переговоры с турецким чорбаджи о том, чтобы последний за финансовое вознаграждение взорвал пороховую башню, содержащую 8000 центнеров пороха. Чорбаджи согласился, но просил письменную гарантию от Венского военного комитета. Такая гарантия не была предоставлена, но башня всё равно взорвалась 22 июля. Степанос Рошка на основе информации, полученной от Нерсеса Ереванци, приписывает организацию взрыва лично Габриелу. Тем не менее военный комитет не пожаловал обещанную ранее награду, чем вызвал негодование Габриела и Йоханнеса Диодато.

### «Дневник»
Написал летопись-дневник, охватывающий период между 1685 и 1697 годами. В нём содержатся разные воспоминания Габриела о его путешествиях , семейных происшествиях, но в первую очередь описаны события войны за освобождение Венгрии. Хотя записи дневника отличаются лаконичностью и не содержат неизвестных фактов, тем не менее они весьма ценны, так как автор выступает не только как наблюдатель, но и как участник этих важных событий. О своей разведочной деятельности Габриел в дневнике умалчивает; вероятно считая, что такие услуги должны держаться в глубокой тайне. Возможно однако, что это стало результатом разочарования венским двором, поскольку его услуги не были достойным образом оценены. 
Записи в дневнике не составлены в хронологическом порядке: первая относится к 1696 году, последняя — к 1695 году. Упоминаются ряд городов, в которых Габриел побывал по делам (Бреслау, Белград, Вена, Багдад, Басра, Мосул, Мардин, Диарбекир, Себастия, Эршекуйвар, Буда, Венеция, Флоренция, Ливорно, Дженова, Марсель, Тулон, Аугсбург, Варшава), а также цены разных товаров в них. Ко многим записям прилагаются иллюстрации зданий (в основном церквей и мечетей) соответствующих городов (например Собор Святого Стефана в Вене, церковь Св. Петра и Павла в Бреслау, и т. д.). В авторской рукописи к дневнику добавлены материалы разнообразного содержания — несколько стихотворений на армянском, пословицы на турецком (армянским письмом), календари, и т. д.
Рукописи, документы и издания
- Австрийская национальная библиотека, Cod. Arm. № 21 (авторская рукопись дневника)
- фонд «Turcica» Венского государственного архива (оригиналы шифрованных донесений и частью переводы)
- фонд «Dispacci di Germania» Венского государственного архива (итальянские переводы донесений)
- Catalog der armenischen Handschriften in der k.k. Hofbibliothek zu Wien. Band I. Heft I. / von P. Jacobus Dashian. — Wien, 1891. — С. 29—34. — 51 с. (издание дневника)
- Мелкие хроники (XIII—XVIII вв.) / сост. В. А. Акопян. — Ереван: изд-во АН АрмССР, 1956. — Т. 2. — С. 404—409. — 686 с. (издание дневника)